# Щеджиковиці
Щеджиковиці (пол. Szczedrzykowice) — село в Польщі, у гміні Проховиці Легницького повіту Нижньосілезького воєводства.
Населення — 491 особа (2011).
У 1975-1998 роках село належало до Легницького воєводства.

## Демографія
Демографічна структура станом на 31 березня 2011 року:
|          | Загалом | Допрацездатний вік | Працездатний вік | Постпрацездатний вік |
| -------- | ------- | ------------------ | ---------------- | -------------------- |
| Чоловіки | 250     | 46                 | 188              | 16                   |
| Жінки    | 241     | 53                 | 145              | 43                   |
| Разом    | 491     | 99                 | 333              | 59                   |